# クリーム4号

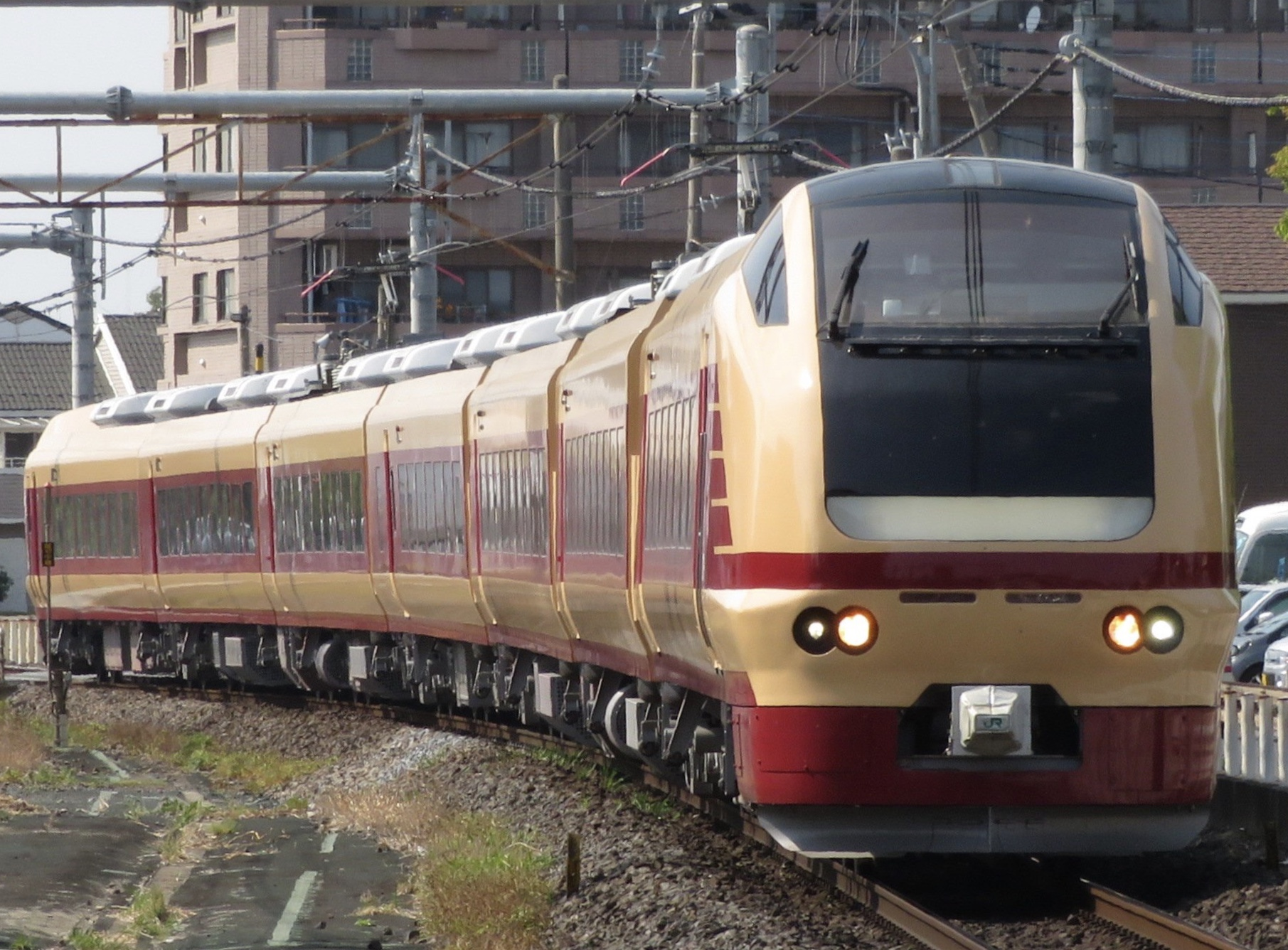
地色にクリーム4号を使用する国鉄特急色

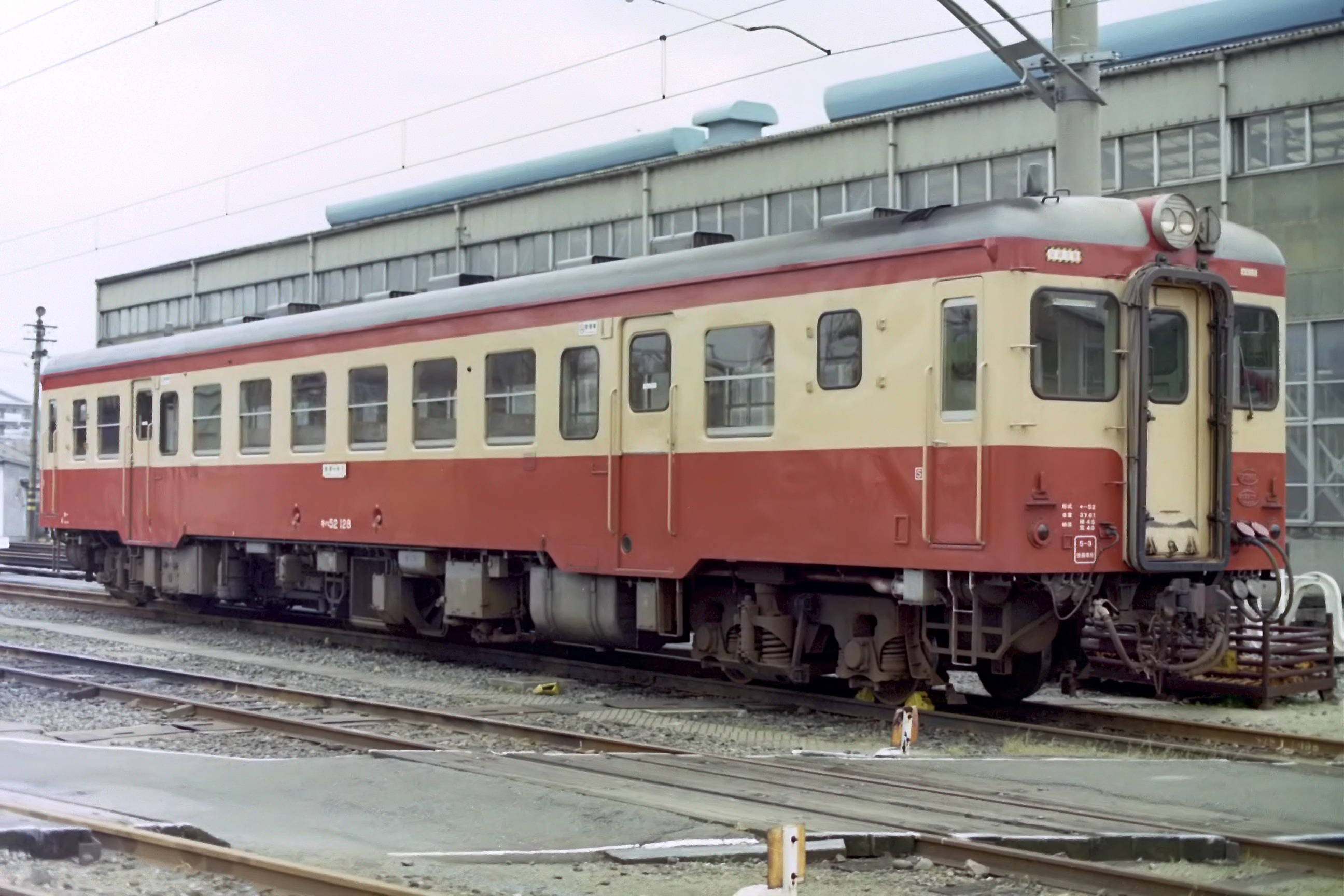
クリーム4号を地色とした国鉄気動車の標準色

クリーム4号（クリーム4ごう）は、日本国有鉄道（国鉄）が定めた色名称の1つである。

## 概要
国鉄部内の慣用色名称は「小麦色」で、一般的には「ベージュ」と呼ばれている。
1954年（昭和29年）にキハ01形レールバスの地色として制定されたのが最初である。1957年（昭和32年）には20系電車（当時）の地色として採用され、帯色の赤2号とともに以後「特急色」として親しまれることになる。
1959年（昭和34年）から増備途上の20系気動車において、朱色4号との塗分けで一般形気動車の新たな標準色として採用されたほか、準急用車両の地色にもクリーム2号に代わって本色が使用されるようになった。次いで1961年（昭和36年）から急行形気動車の地色にも採用された結果、気動車においてはほとんど全ての車種で使用される色となった。2000年代以降はリバイバル列車の一環として、国鉄時代に採用されなかった車両（キハ40系）や第三セクター鉄道の車両などで採用された例もある。
また、交直両用急行形電車の地色としても採用されたほか、交直両用と交流用の近郊形電車の前面警戒色などにも使用されている。電車では仙石線の旧型国電においても朱色4号と組み合わせたツートンカラーとして採用されたことがある。
貨車では、粉粒体農産物運搬用のホッパ車およびタキ24700形の外板色などに使用されていた。

## 使用車両
- 国鉄30系電車
- 国鉄31系電車
- 国鉄50系電車
- 国鉄72系電車
- 581系・583系・185系を除く国鉄特急形電車各形式
- 国鉄401系・403系・421系・423系・415系電車
- 国鉄413系電車（えちごトキめき鉄道への譲渡車両[3]）
- 国鉄417系電車
- 国鉄451系・453系・455系・471系・473系・475系・457系電車
- 国鉄711系電車
- JR東日本E531系電車（復刻塗装）
- 国鉄気動車各形式
  - 一般形気動車では1959年（昭和34年）9月の20系気動車の増備途中から1978年（昭和53年）10月までの「車両塗色および表記基準規定」下で新製・改造された車両（キユニ28 1 - 6）まで。キハ40系は朱色5号で落成しているが、JR化後に各社でリバイバルカラーとして採用されている。
- JR東日本キハ110形気動車100番台（小海線所属）
- JR東日本E653系電車（勝田車両センター所属の国鉄特急色）
- 甘木鉄道AR300形気動車（AR303・AR305号車）
- いすみ鉄道キハ20 1303気動車
- 天竜浜名湖鉄道TH2100形気動車（2002号車）
- 国鉄タキ24700形貨車
- 国鉄ホキ2200形貨車
- 国鉄ホキ6600形貨車
- 国鉄ホキ9800形貨車
- 名鉄キハ8000系気動車
- 南海20001系電車（昇圧以後）

## 近似色
- クリーム2号
- 新京成電鉄のキャンディピンク - 8000形まで採用された旧塗装の上半分。
- 名鉄ストロークリーム - 一般型車両で昭和50年代初頭まで採用された地色
- 近鉄20100系　- 団体専用車両「あおぞら号」の地色。本形式の塗装を復刻した15200系にも使用されている。
- 阪神電気鉄道赤胴車 - 旧塗装の上半分のクリーム色。
- 山陽電気鉄道 - 鋼製車の旧標準塗装の上半分のクリーム色。
- 西日本鉄道 - 700形までの通勤形車両の旧標準色や軌道線車両の塗装の上半分。
- 旧西ドイツの「ラインゴルト」の窓回りの色が、この色に近い。